# ND Gorica
El ND Gorica (oficialmente ND Hit Gorica por motivos de patrocinio) es un club de fútbol de Nova Gorica, Eslovenia. Fue fundado en 1947 y juega en la Prva SNL desde su formación en 1991.

## Clubes afiliados
- Parma FC[3]

## Palmarés

### Torneos nacionales
- Liga de Eslovenia (4): 1996, 2004, 2005, 2006
- Copa de Eslovenia (3): 2001, 2002, 2014[4]
- Supercopa de Eslovenia (1): 1996

## Participación en competiciones de la UEFA
| Temporada | Torneo           | Ronda            | Club                | Marcador     |
| --------- | ---------------- | ---------------- | ------------------- | ------------ |
| 1996–97   | UEFA Cup         | Clasificatoria 1 | Vardar              | 0–1, 1–2     |
| 1997–98   | UEFA Cup         | Clasificatoria 1 | Oţelul Galaţi       | 2–0, 2–4 (a) |
| 1997–98   | UEFA Cup         | Clasificatoria 2 | Club Brugge         | 3–5, 0–3     |
| 1999–2000 | UEFA Cup         | Clasificatoria   | Cardiff FC          | 2–0, 0–1     |
| 1999–2000 | UEFA Cup         | 1                | Panathinaikos       | 0–1, 0–2     |
| 2000–01   | UEFA Cup         | Clasificatoria   | Neftchi Baku        | 0–1, 3–1     |
| 2000–01   | UEFA Cup         | 1                | Roma                | 1–4, 0–7     |
| 2001–02   | UEFA Cup         | Clasificatoria   | Neftchi Baku        | 0–0, 0–1     |
| 2001–02   | UEFA Cup         | 1                | Osijek              | 1–1, 0–1     |
| 2002–03   | UEFA Cup         | Clasificatoria   | Rapid Bucarest      | 0–2, 1–3     |
| 2004–05   | Champions League | Clasificatoria 1 | Flora Tallinn       | 4–2, 3–1     |
| 2004–05   | Champions League | Clasificatoria 2 | Copenhagen          | 1–2, 5–0     |
| 2004–05   | Champions League | Clasificatoria 3 | Monaco              | 0–3, 0–6     |
| 2004–05   | UEFA Cup         | 1                | AEK                 | 1–1, 0–1     |
| 2005–06   | Champions League | Clasificatoria 1 | Tirana              | 2–0, 0–3     |
| 2006–07   | Champions League | Clasificatoria 1 | Linfield            | 3–1, 2–2     |
| 2006–07   | Champions League | Clasificatoria 2 | Steaua Bucarest     | 0–2, 0–3     |
| 2007–08   | UEFA Cup         | Clasificatoria 1 | Rabotnički          | 1–2, 1–2     |
| 2008      | Intertoto Cup    | 1                | Hibernians          | 3–0, 0–0     |
| 2008      | Intertoto Cup    | 2                | Chernomorets Burgas | 1–1, 0–2     |
| 2009–10   | Europa League    | Clasificatoria 2 | Lahti               | 1–0, 0–2     |
| 2010–11   | Europa League    | Clasificatoria 2 | Randers             | 0–3, 1–1     |
| 2014–15   | Europa League    | Clasificatoria 2 | Molde               | 1–4, 1–1     |
| 2016-17   | Europa League    | Clasificatoria 1 | Maccabi Tel Aviv    | 0-1, 0-3     |
| 2017-18   | Europa League    | Clasificatoria 1 | FC Shirak           | 2-0, 2-2     |
| 2017-18   | Europa League    | Clasificatoria 2 | Panionios FC        | 0-2, 2-3     |